# 菲奥娜·梅
菲奥娜·梅（英語：Fiona May，1969年12月12日—），英国、意大利女子田径运动员。她曾代表英国、意大利参加1988年、1992年、1996年、2000年和2004年夏季奥林匹克运动会田径比赛，获得二枚银牌。